# Bordèras (Gironda)
Bordèras (en francès Bourdelles) és un municipi francès situat al departament de la Gironda i a la regió de la Nova Aquitània.

## Demografia
| 1962                                       | 1968 | 1975 | 1982 | 1990 | 1999 | 2007 |
| ------------------------------------------ | ---- | ---- | ---- | ---- | ---- | ---- |
| 206                                        | 232  | 187  | 159  | 119  | 107  | 122  |
| Des de 1962: població sense dobles comptes |      |      |      |      |      |      |

## Administració
| Període | Identitat       | Partit |
| ------- | --------------- | ------ |
| 2008-   | Christian Bouin |        |

## Galeria d'imatges

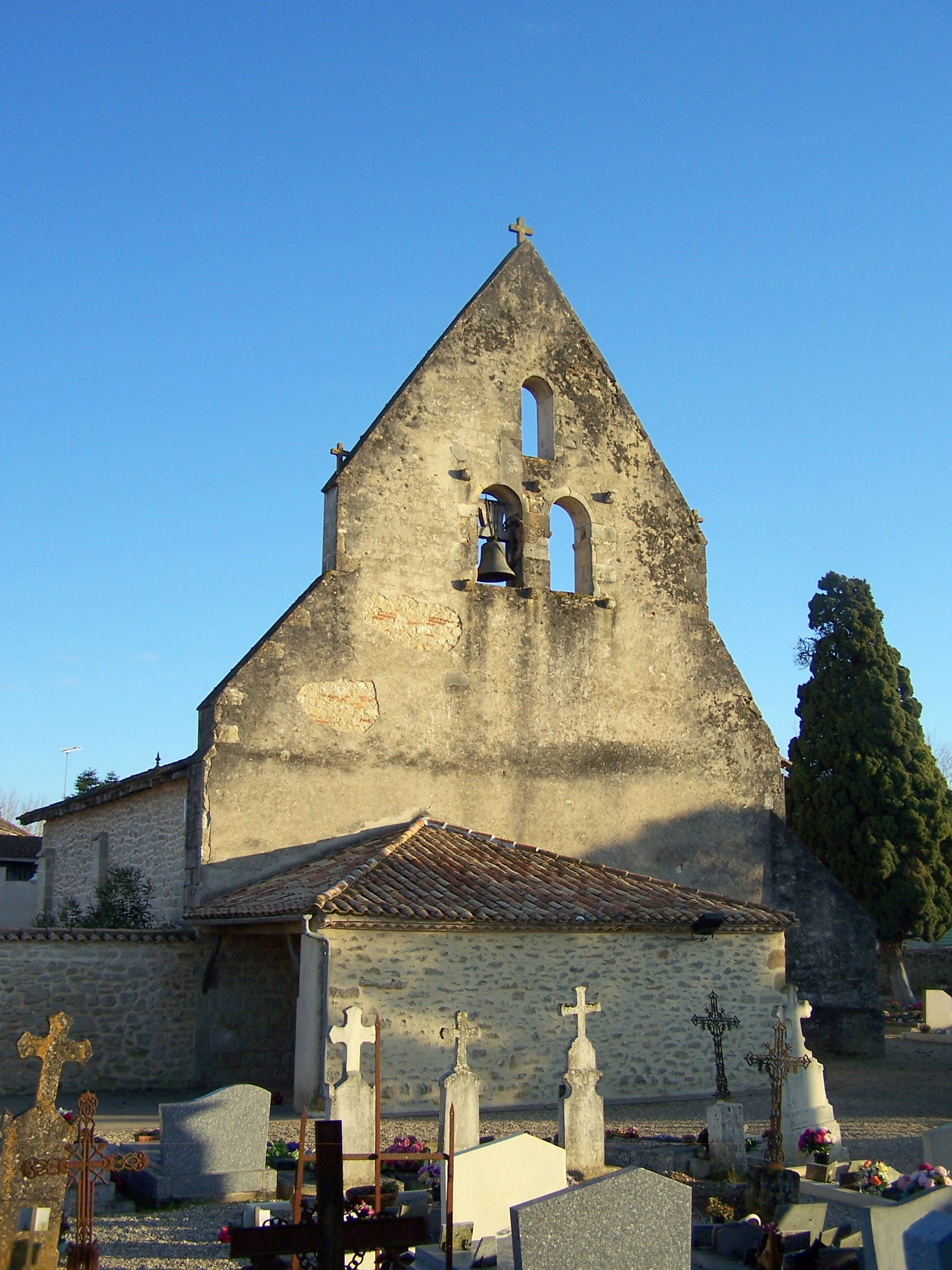
L'església de Sent Seurin
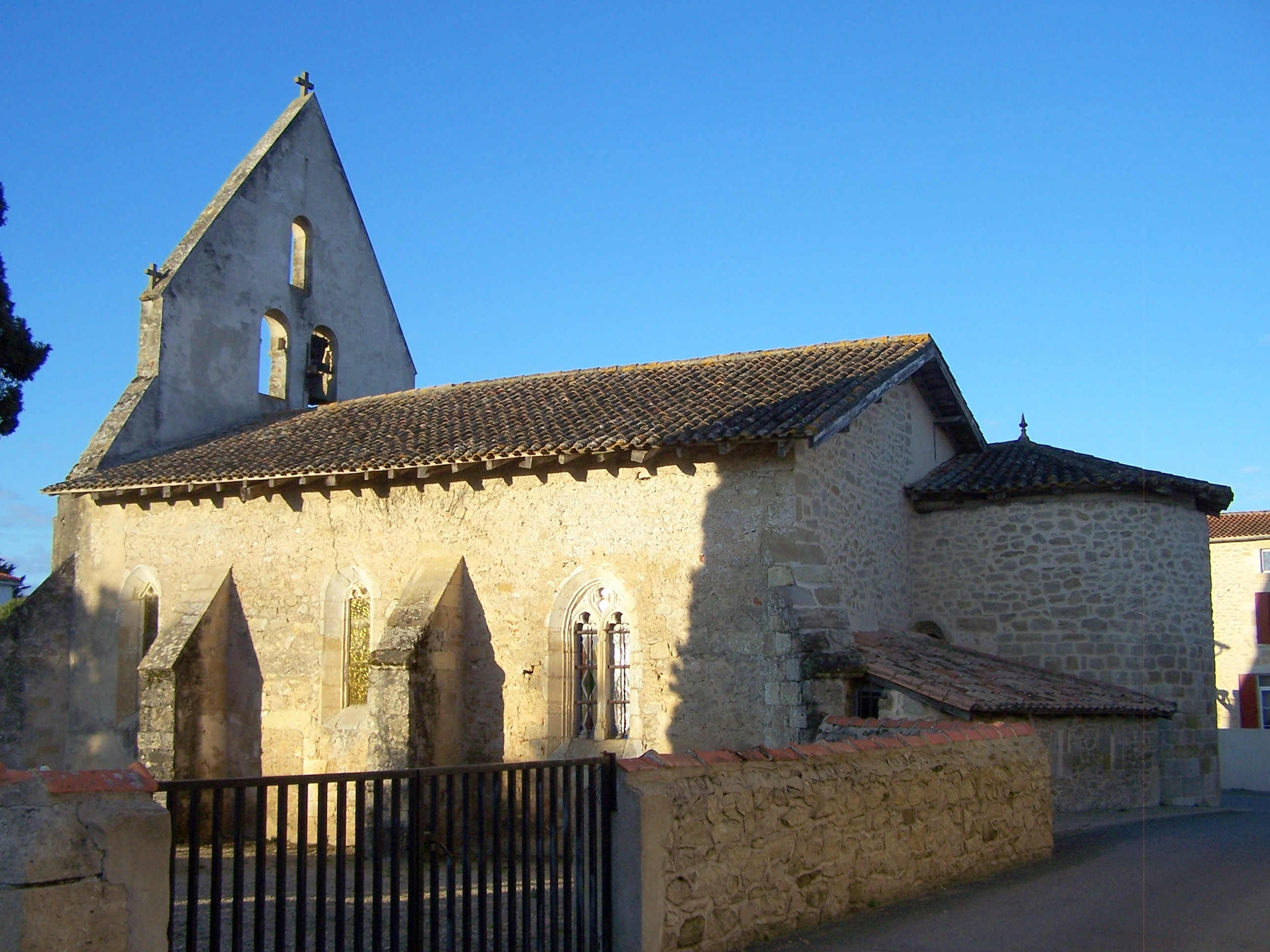
L'església Sent Seurin
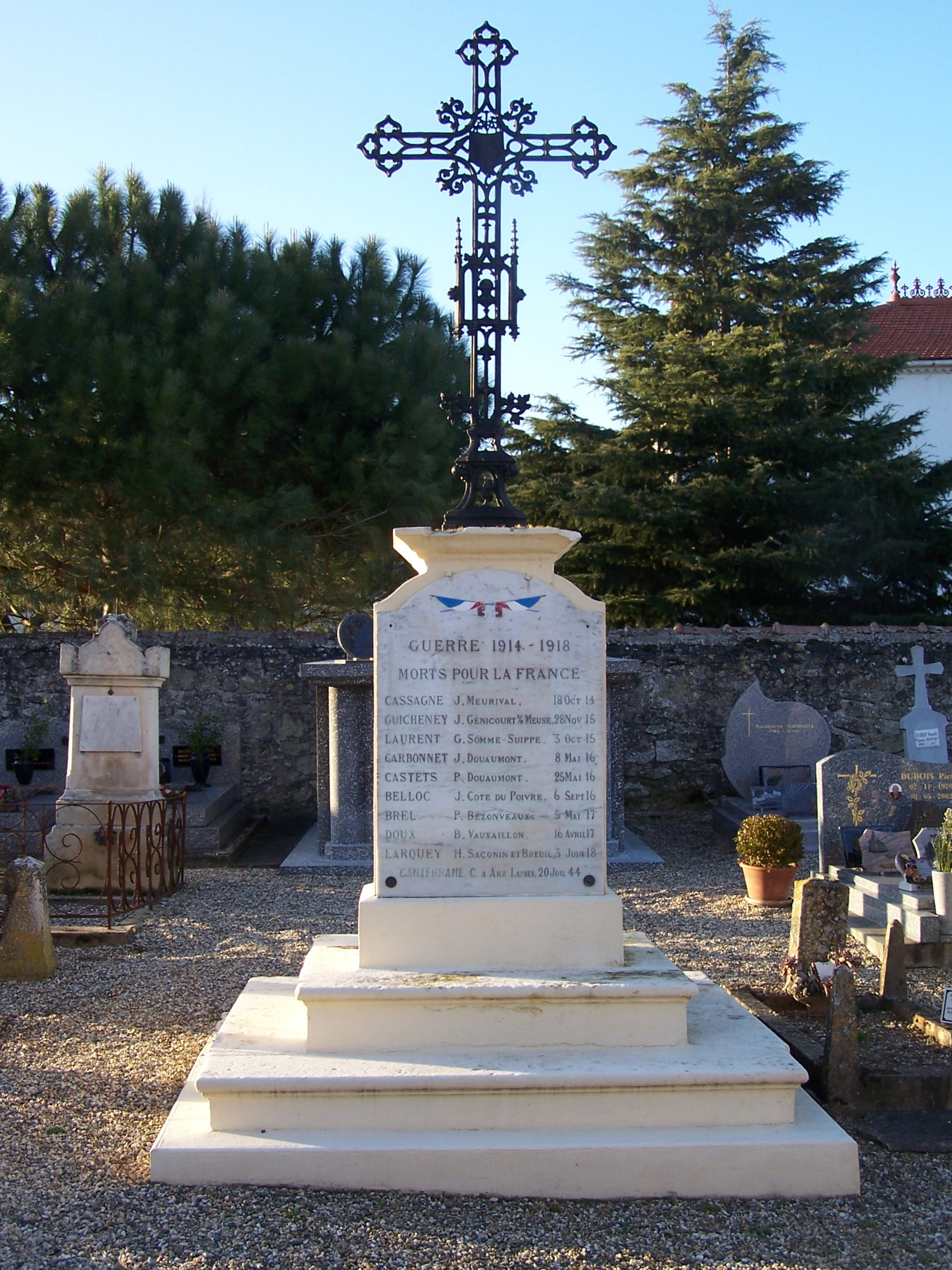
El monument als morts